# FIRE EMBLEM THE BEST
- ファイアーエムブレム > ファイアーエムブレム 暗黒竜と光の剣 > FIRE EMBLEM THE BEST
- ファイアーエムブレム > ファイアーエムブレム外伝 > FIRE EMBLEM THE BEST

『FIRE EMBLEM THE BEST』（ファイアーエムブレム ザ・ベスト）は、1997年にポリスター/NTT出版から発売されたコンピュータゲーム『ファイアーエムブレム』シリーズのベストアルバムおよびサウンドトラックである。

## 解説
シリーズ初のベストCDアルバムである。収録作品は『暗黒竜』と『外伝』である。1・2の2点が同時に発売され、1にはシリーズ第1作『ファイアーエムブレム 暗黒竜と光の剣』と第2作『ファイアーエムブレム外伝』、2には第3作『ファイアーエムブレム 紋章の謎』と第4作『ファイアーエムブレム 聖戦の系譜』の音楽がそれぞれ収録されている。
1は『暗黒竜』『外伝』の初の全曲収録のオリジナルサウンドトラックでもあり、店頭販売されたFEシリーズの音楽CDでは2013年現在最初で最後のベストアルバムである。『外伝』はこのベストアルバムが初めての音楽CD作品となっている。
ジャケットは1が白字に一部橙に染まった翼の画像、2が白字に一部青に染まった翼の画像とシンプルなものになっている。

## FIRE EMBLEM THE BEST1

### THE BEST1 収録曲
DISC1『ファイアーエムブレム 暗黒竜と光の剣』
1. オープニング タイトル～デモ[5]
2. ストーリー2 各マップの始まり
3. 戦闘マップ2 CP側の攻撃
4. 戦闘マップ 1 プレイヤー側の攻撃
5. ストーリー1 村
6. ストーリー5 出会い
7. 店1 武器の店、預かり所、村
8. 戦い2 CP側の攻撃
9. 戦い1 プレイヤー側の攻撃
10. 味方 倒れる
11. ライブの杖使用時
12. 戦闘マップ3 勝利近し（プレイヤー側）
13. 戦い3 中ボスとの戦い
14. ストーリー4 各マップの勝利
15. 勝利のうた
16. 店3 闘技場
17. ゲームオーバー
18. ストーリー3 会話
19. 店2 魔導の館
20. ユニットチェンジ
21. 戦闘マップ4 最終マップ（プレイヤー側）
22. 戦闘マップ5 最終マップ（CP側）
23. 戦い4 メディウスとの戦い
24. ストーリー6 マルスとシーダの会話[5]
25. エンディング（オムニバス）
26. エンディング（バラード）

DISC2『ファイアーエムブレム 外伝』
1. オープニング
2. 全体マップ 1章（ソフィアへ：アルムの旅立ち）
3. ストーリー5 村
4. 戦闘マップ1 戦闘MAP1-1（アルム1）
5. 全体マップ 2章（セリカの旅立ち）
6. 戦闘マップ3 戦闘マップ2-1（セリカ1）
7. 戦闘マップ6 戦闘MAP BGM1（CP側）
8. 戦い1（プレイヤー側）
9. ファンファーレ3（戦闘開始）
10. 戦い2（CP側）
11. 戦闘マップ2 戦闘MAP BGM 2（CP）
12. 出逢い
13. 全体マップ 3章（解放戦争：それぞれの道）
14. 戦闘マップ4 戦闘MAP 2-2（セリカ2）
15. ファンファーレ2（仲間入り）
16. ストーリー3 寺院・神殿
17. 全体マップ4 4章（悲しみの大地）
18. ストーリー4 塔
19. 戦い3（中ボス）
20. ファンファーレ1（レベルアップ）
21. 味方 倒れる
22. ライブの杖使用時
23. ゲームオーバー
24. ストーリー3 復活の森
25. 全体マップ 5章（再会、そして）
26. ストーリー2 地下・通路
27. 戦闘マップ2 戦闘MAP 1-2（アルム2）
28. 戦い3（最終面・味方の攻撃）
29. 戦闘マップ5 最終MAP BGM（プレイヤー側）
30. 戦闘マップ8 最終MAP BGM（CP側）
31. 戦い4（最終ボス）
32. 城（マーチ）
33. エンディング1
34. エンディング2[5]

## FIRE EMBLEM THE BEST2

### THE BEST2 収録曲
DISC1『ファイアーエムブレム 紋章の謎』
1. オープニングテーマ／紋章の謎[5]
2. タペストリー／ナーガの経典
3. メインテーマ／ファイアーエムブレム[5]
4. アカネイア序曲
5. 暗黒竜と光の剣
6. 祖国をめざして
7. この旗の下に
8. 戦闘
9. 出会いのテーマ(A)
10. 悪の軍団
11. 危機
12. 選ばれし者達
13. 暗黒戦争
14. 大賢者
15. ドルーア
16. メディウス
17. エピローグ(A)
18. 紋章の謎
19. 新たなる旅立ち
20. 進撃
21. リカード
22. 攻撃
23. 踊子
24. 反乱
25. 防御
26. 聖戦
27. 神竜伝説(A)
28. 暗黒皇帝
29. 村の娘
30. 異世界
31. 邪悪な者
32. マフー
33. スターライト
34. 壁が！
35. 暗黒地竜
36. 戦士のプレリュード
37. 戦士のレクイエム
38. そして…
39. エピローグ(B)
40. アカネイア創世史
41. 神竜伝説／オルゴール

DISC2『ファイアーエムブレム 聖戦の系譜』
1. 始まり
2. ファイアーエムブレムのテーマ
3. ユグドラル大陸史
4. 栄光なるグランベル
5. 序章（聖騎士誕生）
6. 仲間入り
7. エーディンのテーマ
8. 第1章（精霊の森の少女）
9. ディアドラのテーマ
10. 第2章（アグストリアの動乱）
11. 同盟軍
12. 第3章（獅子王エルトシャン）
13. 会話1
14. 第4章（空を舞う）
15. 時の流れ
16. 第5章（運命の扉）
17. 策略
18. 愛しい人
19. 失意の果て
20. 躍進の時
21. 第6章（光をつぐもの）
22. セリスのテーマ
23. 第7章（砂漠を越えて）
24. ティニーのテーマ
25. 第8章（トラキアの竜騎士）
26. 敵メッセージ3
27. 巡る想い
28. 第9章（誰がために）
29. 第10章（光と闇と）
30. 皇帝アルヴィス／ユリウス
31. 光あるものへ
32. 終章（最後の聖戦）
33. ユリアのテーマ
34. その後の大陸
35. 平和のおとずれ
36. バラード～オルゴール